# Interstate 44
Pour les articles homonymes, voir I44 et Route 44.
L'Interstate 44 (I-44) est une autoroute importante dans le centre des États-Unis. Bien qu'elle soit, de par sa numérotation, une autoroute ouest–est, elle suit davantage un tracé sud-ouest–nord-est. Son terminus ouest se trouve à Wichita Falls, Texas, à la jonction de la US 277, US 281 et US 287 alors que son terminus est se situe à la jonction avec l'I-70 à Saint-Louis, Missouri. L'I-44 est l'une des cinq autoroutes construites pour contourner et remplacer la US 66. L'I-44 couvre la section entre Oklahoma City et Saint-Louis. L'entièreté de l'autoroute à l'est de Springfield, Missouri a été la US 66, améliorée de deux à quatre voies entre 1949 et 1955. La section à l'ouest de Springfield a été construite plus au sud que la US 66 afin de relier la section du Missouri avec le Will Rogers Turnpike, qui était déjà achevé et pour lequel l'Oklahoma voulait qu'il porte l'I-44.

## Description du tracé
|       | mi  | km    |
| ----- | --- | ----- |
| TX    | 15  | 24    |
| OK    | 329 | 529   |
| MO    | 293 | 472   |
| Total | 637 | 1 025 |

### Texas
Au Texas, l'I-44 a un court tracé, mais important pour la région. Elle mesure 14,77 miles (23,77 km) de long et relie Wichita Falls avec l'Oklahoma. La route suit un tracé vers le nord jusqu'à la frontière entre les deux États à la Red River. À Wichita Falls, l'I-44 forme un multiplex avec la US 277, la US 281 et la US 287. Elle est connue comme la "Central Freeway". Des plans existent pour prolonger l'I-44 jusqu'à Abilene pour connecter l'I-44 au corridor I-20 / I-10. L'I-44 donne accès au centre-ville de Wichita Falls et à la Sheppard Air Force Base.

### Oklahoma

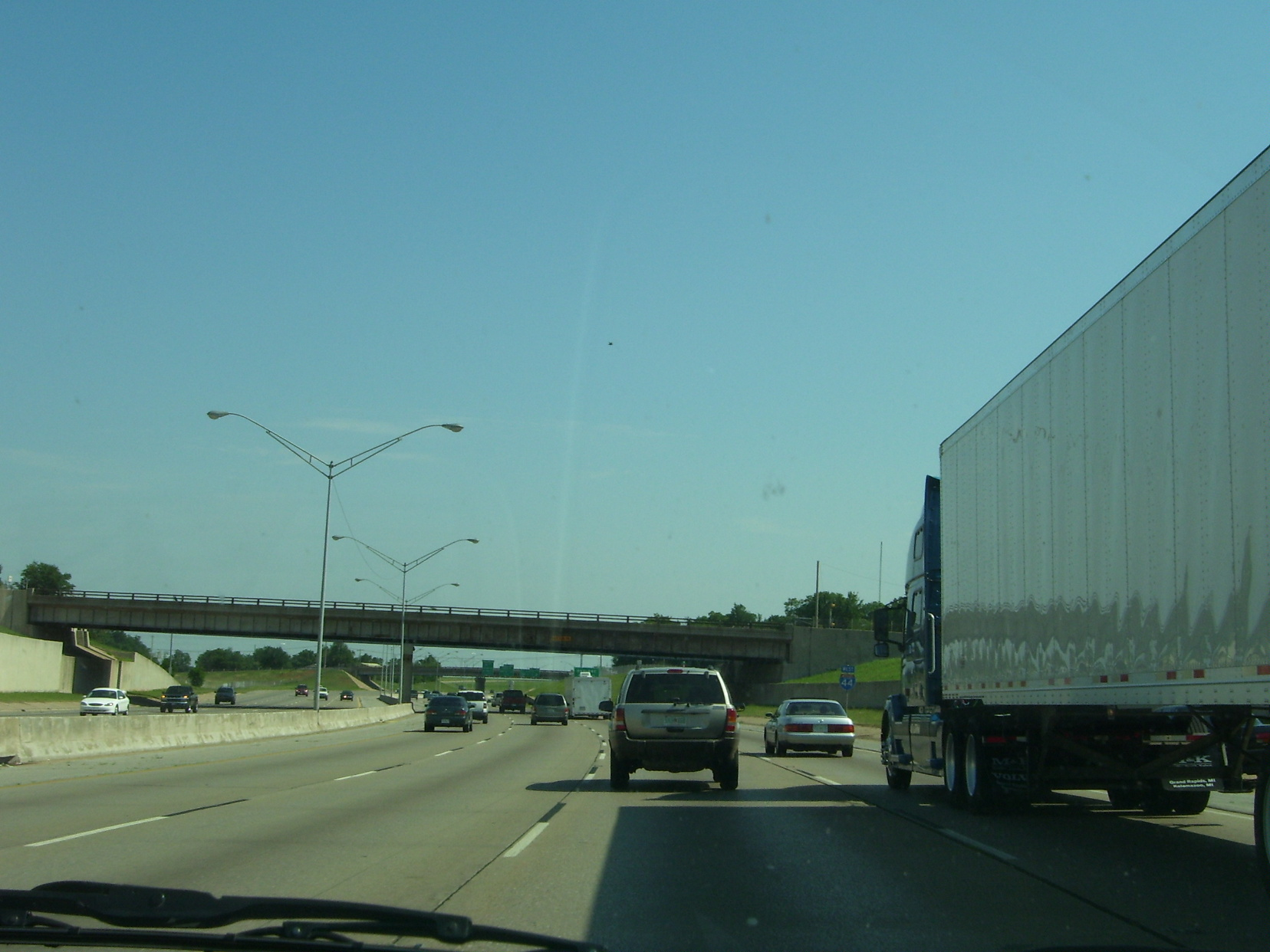
I-44 à Oklahoma City

L'I-44 en Oklahoma se compose de trois routes à péage séparées. Elle est suivie de l'ancienne US 66 entre Oklahoma City jusqu'à la frontière du Missouri. Dans le sud-ouest de l'Oklahoma, l'I-44 est la H. E. Bailey Turnpike et est principalement une route sud–nord. Dans la région d'Oklahoma City, l'I-44 se compose de six ou huit voies. Elle forme un multiplex avec l'I-35 pour environ quatre miles (6,4 km) à Oklahoma City. À partir d'Oklahoma City, l'I-44 suit un tracé sud-ouest–nord-est comme la Turner Turnpike vers Tulsa. Après que l'I-44 n'ait quitté Tulsa, elle devient la Will Rogers Turnpike jusqu'à la frontière avec le Missouri.

### Missouri
L'I-44 entre au Missouri au sud-ouest de Joplin près du tripoint de l'Oklahoma, du Missouri et du Kansas. Elle manque la frontière du Kansas par moins de 200 mètres. L'autoroute passe par le sud de Joplin, où elle forme un multiplex avec l'I-49. À l'est de la ville, les deux autoroutes se séparent et l'I-49 se dirige vers Kansas City.
L'I-44 continue vers l'est sur l'ancien tracé de la US 166 jusqu'à Mount Vernon. Au nord-est de la ville, l'I-44 se dirige vers le nord-est alors que l'ancienne US 166 continue à l'est. L'autoroute se dirige vers Halltown, où la route suit le tracé original de la US 66 jusqu'à Saint-Louis. L'I-44 passe par Springfield et continue vers le nord-est. À Waynesville, l'I-44 entre dans une région vallonnée où il y a plusieurs courbes. Elle passe par Rolla.
À Pacific, l'I-44 s'élargit à six ou huit voies. L'autoroute passe par les banlieues de Saint-Louis et dans son centre-ville. Elle se termine près du fleuve Mississippi où elle rencontre l'I-70.

## Liste des sorties

### Texas
| Interstate 44                             |               |       |       |        |                                                                               |                                                                                               |
| Comté                                     | Municipalité  | mi    | km    | Sortie | Intersections / Destinations                                                  | Notes                                                                                         |
| Wichita                                   | Wichita Falls | 0,00  | 0,00  |        | US 277 / US 281 / US 287 sud vers US 82 ouest – Jacksboro, Fort Worth,Lubbock | Continue au-delà du terminus ouest; terminus ouest du multiplex avec US 277 / US 281 / US 287 |
| Wichita                                   | Wichita Falls | 0,20  | 0,32  | 1      | Holliday Street – Quartier des affaires                                       | Sortie direction ouest, entrée direction est                                                  |
| Wichita                                   | Wichita Falls | 0,40  | 0,64  | 1A     | US 277 Bus. sud                                                               | Sortie direction ouest, entrée direction est                                                  |
| Wichita                                   | Wichita Falls | 0,80  | 1,30  | 1B     | Scotland Park                                                                 | Sortie direction est, entrée direction ouest                                                  |
| Wichita                                   | Wichita Falls | 1,30  | 2,10  | 1C     | Texas Travel Info Center                                                      |                                                                                               |
| Wichita                                   | Wichita Falls | 2,00  | 3,20  | 1D     | US 287 Bus.                                                                   |                                                                                               |
| Wichita                                   | Wichita Falls | 2,20  | 3,50  | 2      | Maurine Street                                                                |                                                                                               |
| Wichita                                   | Wichita Falls | 2,70  | 4,30  | 3A     | US 287 nord – Vernon, Amarillo                                                | Terminus est du multiplex avec US 287                                                         |
| Wichita                                   | Wichita Falls | 2,90  | 4,70  | 3B     | Spur 325 (en) – Sheppard AFB                                                  |                                                                                               |
| Wichita                                   | Wichita Falls | 3,50  | 5,60  | 3C     | FM 890 (en) – Aéroport municipal de Wichita Falls                             |                                                                                               |
| Wichita                                   | Wichita Falls | 4,20  | 6,80  | 4      | City Loop                                                                     | Pas d'entrée direction ouest; sortie non-indiquée en direction ouest                          |
| Wichita                                   | Wichita Falls | 5,10  | 8,20  | 5      | Access Road                                                                   | Sortie direction est, entrée direction ouest                                                  |
| Wichita                                   | Wichita Falls | 5,50  | 8,90  | 5A     | FM 3492 (en) (Missile Road) – Sheppard AFB                                    |                                                                                               |
| Wichita                                   | Wichita Falls | 6,70  | 10,80 | 6      | Bacon Switch Road                                                             |                                                                                               |
| Wichita                                   |               | 7,80  | 12,60 | 7      | East Road                                                                     |                                                                                               |
| Wichita                                   | Burkburnett   | 10,90 | 17,50 | 11     | FM 3429 (en) (Daniels Road)                                                   |                                                                                               |
| Wichita                                   | Burkburnett   | 12,40 | 20,00 | 12     | SH 240 (en) – Burkburnett                                                     |                                                                                               |
| Wichita                                   | Burkburnett   | 13,40 | 21,60 | 13     | Glendale Street                                                               |                                                                                               |
| Wichita                                   | Burkburnett   | 14,10 | 22,70 | 14     | East 3rd Street vers SH 240 (en) – Burkburnett                                |                                                                                               |
| Wichita                                   |               | 15,40 | 24,80 |        | I-44 est / US 277 nord / US 281 nord – Lawton, Oklahoma City                  | Continue en Oklahoma                                                                          |
| - Terminus de multiplex - Accès incomplet |               |       |       |        |                                                                               |                                                                                               |

### Oklahoma
| Interstate 44                                                  |                          |                     |                                |                               |                                                                         | |
| Comté                                                          | Municipalité             | mi                  | km                             | Sortie                        | Intersections / Destinations                                            | Notes |
| Cotton                                                         | Red River                | 0,00                | 0,00                           |                               | I-44 ouest / US 277 sud / US 281 sud – Burkburnett, Wichita Falls       | Continue au Texas |
| Cotton                                                         |                          | 1,12                | 1,80                           | 1                             | SH-36 (en) – Grandfield                                                 | |
| Cotton                                                         |                          | 5,29                | 8,51                           | 5                             | US 277 nord / US 281 nord / US 70 – Randlett                            | Terminus est du multiplex avec US 277 / US 281                                                                              |
| Cotton                                                         |                          |                     | Début de H. E. Bailey Turnpike |                               |                                                                         | |
| Cotton                                                         | Walters                  | 19,78               | 31,83                          | 20                            | SH-5 (en) / US 277 / US 281 / – Walters                                 | Poste de péage de Walters à l'échangeur                                                                                     |
| Comanche                                                       |                          | 29,83               | 48,01                          | 30                            | SH-36 (en) ouest / US 277 sud / US 281 sud – Geronimo, Faxon, Frederick | Terminus ouest du multiplex avec US 277 / US 281                                                                            |
| Comanche                                                       | Lawton                   | 33,19               | 53,41                          | 33                            | US 281 Bus. nord (11th Street)                                          | |
| Comanche                                                       | Lawton                   | 36,47               | 58,79                          | 36                            | SH-7 (en) est (Lee Boulevard) – Duncan                                  | Indiqué sortie 36A (est) et 36B (ouest) en direction ouest                                                                  |
| Comanche                                                       | Lawton                   | 37,48               | 60,32                          | 37                            | Gore Boulevard                                                          | |
| Comanche                                                       | Lawton                   | 38,50               | 61,96                          | 39B                           | US 281 Bus. sud – Lawton                                                | Sortie direction ouest, entrée direction est                                                                                |
| Comanche                                                       | Lawton                   | 38,71               | 62,30                          | 39A                           | Cache Road – Quartier des affaires de Lawton                            | Indiqué sortie 38 en direction est                                                                                          |
| Comanche                                                       | Lawton                   | 39,77               | 64,00                          | 40                            | US 62 ouest (Rogers Lane) – Cache, Altus                                | Terminus ouest du multiplex avec US 62; indiqué sortie 40A (est) et 40B (ouest); sortie 40A indiquée 40C en direction ouest |
| Comanche                                                       | Lawton                   | 41,35               | 66,55                          | 41                            | Fort Sill Key Gate                                                      | Pièce d'identité du département de la Défense requise                                                                       |
| Comanche                                                       |                          | 45,02               | 72,45                          | 45                            | SH-49 (en) – Carnegie, Medicine Park                                    | |
| Comanche                                                       |                          | 46,39               | 74,66                          | 46                            | US 62 est / US 277 nord / US 281 nord – Elgin, Apache, Anadarko         | Terminus est du multiplex avec US 62 / US 277/ US 281; sortie direction est, entrée direction ouest                         |
| Comanche                                                       | Elgin                    | 52,78               | 84,94                          | 53                            | US 277 – Fletcher, Elgin, Sterling                                      | |
| Comanche                                                       |                          | 61,52               | 99,01                          | 62                            | Fletcher, Cyril, Sterling                                               | Sortie direction ouest, entrée direction est                                                                                |
| Caddo                                                          | Pas d'intersections      | Pas d'intersections | Pas d'intersections            | Pas d'intersections           | Pas d'intersections                                                     | Pas d'intersections |
| Grady                                                          |                          |                     |                                | Poste de péage de Chickahsa   | Poste de péage de Chickahsa                                             | Poste de péage de Chickahsa                                                                                                 |
| Grady                                                          | Chickasha                | 80,10               | 128,91                         | 80                            | US 81 / US 277 – Duncan, Chickasha                                      | |
| Grady                                                          | Chickasha                | 82,64               | 133,00                         | 83                            | US 62 / US 277 – Chickasha, Anadarko                                    | |
| Grady                                                          |                          |                     | Poste de péage de Newcastle    |                               |                                                                         | |
| Grady                                                          |                          | 98,70               | 158,84                         | —                             | H. E. Bailey Spur – Blanchard, Norman                                   | |
| Grady                                                          |                          | 98,70               | 158,84                         | —                             | SH-4 (en) – Yukon, Mustang, Tuttle                                      | |
| McClain                                                        | Newcastle                | 106,59              | 174,54                         | Fin de H. E. Bailey Turnpike  | Fin de H. E. Bailey Turnpike                                            | Fin de H. E. Bailey Turnpike                                                                                                |
| McClain                                                        | Newcastle                | 106,59              | 174,54                         | 107                           | US 62 ouest / US 277 sud – Newcastle, Blanchard                         | Terminus ouest du multiplex avec US 62                                                                                      |
| McClain                                                        | Newcastle                | 107,37              | 172,80                         | 108                           | SH-37 (en) ouest – Minco, Tuttle                                        | Terminus ouest du multiplex avec SH-37                                                                                      |
| McClain                                                        | Newcastle                | 107,89              | 173,63                         | 108A                          | Frontage Road                                                           | Sortie direction ouest, entrée direction est                                                                                |
| Cleveland                                                      | Oklahoma City            | 109,33              | 175,95                         | 109                           | SW 149th Street                                                         | |
| Cleveland                                                      | Oklahoma City            | 110,37              | 177,62                         | 110                           | SH-37 (en) est (SW 134th Street) – Moore                                | Terminus est du multiplex avec SH-37                                                                                        |
| Cleveland                                                      | Oklahoma City            | 111,43              | 179,33                         | 111                           | SW 119th Street                                                         | |
| Cleveland                                                      | Oklahoma City            | 112,49              | 181,04                         | 112                           | SW 104th Street                                                         | |
| Oklahoma                                                       | Oklahoma City            | 113,51              | 182,68                         | 113                           | SW 89th Street                                                          | |
| Oklahoma                                                       | Oklahoma City            | 114,52              | 184,30                         | 114                           | SW 74th Street                                                          | |
| Oklahoma                                                       | Oklahoma City            | 114,84              | 184,82                         | 115                           | I-240 / US 62 / SH-3 (en) est – Dallas, Fort Smith                      | Terminus est du multiplex avec US 62; terminus ouest du multiplex avec SH-3; sortie 1A de l'I-240                           |
| Oklahoma                                                       | Oklahoma City            | 115,59              | 186,02                         | 116A                          | SW 59th Street                                                          | |
| Oklahoma                                                       | Oklahoma City            | 116,36              | 187,26                         | 116B                          | SH-152 (en) ouest (Airport Road)                                        | |
| Oklahoma                                                       | Oklahoma City            | 116,89              | 188,12                         | 117A                          | SW 44th Street                                                          | Indiqué sortie 117B en direction ouest                                                                                      |
| Oklahoma                                                       | Oklahoma City            | 117,74              | 189,48                         | 118                           | SW 29th Street                                                          | |
| Oklahoma                                                       | Oklahoma City            | 118,77              | 191,14                         | 119                           | SW 15th Street                                                          | |
| Oklahoma                                                       | Oklahoma City            | 119,55              | 192,40                         | 120                           | I-40 – Amarillo, Fort Smith                                             | Indiqué sortie 120A (ouest) et 120B (est); sortie 147A-B de l'I-40                                                          |
| Oklahoma                                                       | Oklahoma City            | 120,84              | 194,47                         | 121                           | NW 10th Street – Fair Park                                              | Indiqué sortie 121A (est) et 121B (ouest)                                                                                   |
| Oklahoma                                                       | Oklahoma City            | 121,87              | 196,13                         | 122                           | NW 23rd Street                                                          | |
| Oklahoma                                                       | Oklahoma City            | 122,90              | 197,79                         | 123A                          | NW 36th Street                                                          | Sortie direction est, entrée direction ouest                                                                                |
| Oklahoma                                                       | Oklahoma City            | 123,16              | 198,21                         | —                             | SH-3 (en) ouest / SH-74 (en) nord (Lake Hefner Parkway)                 | Terminus est du multiplex avec SH-3; sortie direction est, entrée direction ouest                                           |
| Oklahoma                                                       | Oklahoma City            | 123,26              | 198,37                         | 123B                          | SH-66 (en) ouest – Warr Acres, Bethany                                  | Terminus ouest du multiplex avec SH-66                                                                                      |
| Oklahoma                                                       | Oklahoma City            | 123,66              | 199,01                         | 124                           | N. May Avenue                                                           | Pas d'entrée direction ouest                                                                                                |
| Oklahoma                                                       | Oklahoma City            | 124,75              | 200,77                         | 125A                          | N. Penn Avenue                                                          | |
| Oklahoma                                                       | Oklahoma City            | 125,38              | 201,78                         | 125C                          | Northwest Expressway                                                    | |
| Oklahoma                                                       | Oklahoma City            | 125,86              | 202,55                         | 125B                          | Classen Boulevard                                                       | Pas d'entrée direction ouest                                                                                                |
| Oklahoma                                                       | Oklahoma City            | 126,16              | 203,03                         | 126                           | Western Avenue                                                          | Sortie direction ouest vers NW Grand Boulevard                                                                              |
| Oklahoma                                                       | Oklahoma City            | 127,11              | 204,56                         | 127                           | I-235 / US 77 sud – Centre-ville d'Oklahoma City US 77 nord – Edmond    | Indiqué sortie 127A (sud) et 127B (nord) en direction ouest                                                                 |
| Oklahoma                                                       | Oklahoma City            | 127,66              | 205,45                         | 128A                          | Lincoln Boulevard – Capitole d'État                                     | |
| Oklahoma                                                       | Oklahoma City            | 128,36              | 206,58                         | 128B                          | Kelley Avenue                                                           | |
| Oklahoma                                                       | Oklahoma City            | 129,43              | 208,30                         | 129                           | M. L. King Avenue                                                       | |
| Oklahoma                                                       | Oklahoma City            | 130,39              | 209,84                         | 130                           | I-35 sud vers I-40 – Oklahoma City, Dallas                              | Terminus ouest du multiplex avec I-35; sortie 133 de l'I-35; pas de numéro de sortie en direction ouest                     |
| Oklahoma                                                       | Oklahoma City            | 131,18              | 211,11                         | 134                           | Wilshire Boulevard                                                      | Numéros de sortie de l'I-35                                                                                                 |
| Oklahoma                                                       | Oklahoma City            | 132,22              | 212,79                         | 135                           | Britton Road                                                            | Numéros de sortie de l'I-35                                                                                                 |
| Oklahoma                                                       | Oklahoma City            | 133,35              | 214,61                         | 136                           | Hefner Road                                                             | Numéros de sortie de l'I-35                                                                                                 |
| Oklahoma                                                       | Oklahoma City            | 133,33              | 214,53                         | 137                           | NE 122nd Street                                                         | Numéros de sortie de l'I-35                                                                                                 |
| Oklahoma                                                       | Oklahoma City            | 134,92              | 217,13                         | —                             | I-35 nord – Wichita                                                     | Terminus est du multiplex avec I-35; sortie 138A de l'I-35                                                                  |
| Oklahoma                                                       | Oklahoma City            | 135,12              | 217,45                         | —                             | Kilpatrick Turnpike (en) ouest                                          | Pas de sortie direction est                                                                                                 |
| Oklahoma                                                       | Oklahoma City            | 135,12              | 217,45                         | Début du Turner Turnpike      |                                                                         | |
| Oklahoma                                                       | Oklahoma City            | 135,12              | 217,45                         | —                             | I-35 nord / Sooner Road – Wichita                                       | Sortie direction ouest, entrée direction est                                                                                |
| Oklahoma                                                       | Oklahoma City            | 146,29              | 235,43                         | 146                           | Luther / Jones                                                          | |
| Oklahoma                                                       | Luther                   |                     |                                | 149                           | Kickapoo Turnpike (en) sud                                              | |
| Lincoln                                                        | Wellston                 | 157,13              | 252,88                         | 158                           | SH-66 (en) – Wellston                                                   | |
| Lincoln                                                        | Chandler                 | 166,38              | 267,76                         | 166                           | SH-18 (en) – Chandler, Cushing                                          | |
| Lincoln                                                        | Stroud                   | 179,12              | 288,27                         | 179                           | US 377 sud / SH-99 (en) – Stroud, Drumright                             | |
| Creek                                                          |                          |                     |                                | Poste de péage de Stroud      | Poste de péage de Stroud                                                | Poste de péage de Stroud |
| Creek                                                          | Bristow                  | 196,30              | 315,91                         | 196                           | SH-48 (en) – Bristow, Lake Keystone                                     | |
| Creek                                                          |                          | 203,00              | 327,00                         | 203                           | SH-66 (en) – Kellyville                                                 | Échangeur proposé |
| Creek                                                          | Sapulpa                  | 210,61              | 338,94                         | 211                           | SH-33 (en) / SH-66 (en) – Drumright, Kellyville                         | |
| Creek                                                          | Sapulpa                  | 215,35              | 346,57                         | 215                           | SH-97 (en) – Sapulpa, Sand Springs                                      | |
| Creek                                                          | Sapulpa                  | 216,99              | 349,21                         | 218A                          | SH-66 (en) – Sapulpa                                                    | Sortie direction est, entrée direction ouest                                                                                |
| Creek                                                          | Sapulpa                  | 217,36              | 349,81                         | 218B                          | Creek Turnpike est – Joplin, Jenks, Broken Arrow                        | Sortie direction est, entrée direction ouest                                                                                |
| Creek                                                          | Sapulpa                  | 221,05              | 355,75                         | 221A                          | 57th West Avenue                                                        | Sortie direction ouest seulement                                                                                            |
| Limite Creek–Tulsa                                             | Sapulpa                  | 221,60              | 356,63                         | 221B                          | SH-66 (en) ouest – Bristow, Sapulpa                                     | Terminus ouest du multiplex avec SH-66; sortie direction ouest, entrée direction est                                        |
| Limite Creek–Tulsa                                             | Sapulpa                  | 221,60              | 356,63                         | Fin du Turner Turnpike        |                                                                         | |
| Tulsa                                                          | Sapulpa                  | 221,93              | 357,16                         | 222A                          | 49th West Avenue                                                        | |
| Tulsa                                                          | Sapulpa                  | 222,08              | 357,40                         | 222B                          | 55th Place                                                              | Sortie direction est seulement                                                                                              |
| Tulsa                                                          | Sapulpa                  | 222,08              | 357,40                         | 222C                          | 56th Street                                                             | Sortie direction ouest seulement                                                                                            |
| Tulsa                                                          | Sapulpa                  | 222,45              | 358,00                         | 223A                          | I-244 est (M. L. King Memoria Expressway) – Centre-ville de Tulsa       | Terminus ouest de l'I-244; sortie 1A de l'I-244                                                                             |
| Tulsa                                                          | Sapulpa                  | 222,60              | 358,24                         | 223B                          | 51st Street                                                             | Pas de sortie en direction est                                                                                              |
| Tulsa                                                          | Tulsa                    | 223,02              | 358,92                         | 223C                          | 33rd West Avenue                                                        | |
| Tulsa                                                          | Tulsa                    | 224,02              | 360,53                         | 224                           | Union Avenue                                                            | |
| Tulsa                                                          | Tulsa                    | 224,30              | 360,98                         | 224                           | US 75 – Okmulgee, Bartlesville                                          | |
| Tulsa                                                          | Tulsa                    | 224,76              | 361,72                         | 225                           | Elwood Avenue                                                           | |
| Tulsa                                                          | Tulsa                    | 225,54              | 362,97                         | 226A                          | Riverside Drive                                                         | Accès direction est via sortie 226                                                                                          |
| Tulsa                                                          | Tulsa                    | 226,03              | 363,76                         | 226B                          | Peoria Avenue                                                           | Indiqué sortie 226 en direction est                                                                                         |
| Tulsa                                                          | Tulsa                    | 227,03              | 365,37                         | 227                           | Lewis Avenue                                                            | |
| Tulsa                                                          | Tulsa                    | 228,03              | 366,98                         | 228                           | E. 51st Avenue / Harvard Avenue                                         | |
| Tulsa                                                          | Tulsa                    | 229,11              | 368,72                         | 229                           | Yale Avenue                                                             | |
| Tulsa                                                          | Tulsa                    | 230,06              | 370,25                         | 230                           | E. 41st Street / Sheridan Road                                          | |
| Tulsa                                                          | Tulsa                    | 231,02              | 371,79                         | 231                           | US 64 / SH-51 (en) vers US 169 – Muskogee, Broken Arrow, Sand Springs   | |
| Tulsa                                                          | Tulsa                    | 231,58              | 372,69                         | 232                           | E. 31st Street / Memorial Drive                                         | Sortie direction est via sortie 231                                                                                         |
| Tulsa                                                          | Tulsa                    | 233,11              | 375,15                         | 233                           | E. 21st Street                                                          | Indiqué sortie 233B en direction ouest                                                                                      |
| Tulsa                                                          | Tulsa                    | 233,73              | 376,15                         | 234A                          | US 169 – Owasso, Broken Arrow                                           | Pas de sortie en direction est vers US 169 sud                                                                              |
| Tulsa                                                          | Tulsa                    | 234,39              | 377,21                         | 234B                          | Garnett Road                                                            | Sortie direction est, entrée direction ouest                                                                                |
| Tulsa                                                          | Tulsa                    | 234,63              | 377,60                         | 235                           | E. 11th Street                                                          | Pas d'entrée en direction ouest                                                                                             |
| Tulsa                                                          | Tulsa                    | 235,72              | 379,35                         | 236                           | 129th East Avenue                                                       | |
| Tulsa                                                          | Tulsa                    | 236,15              | 380,05                         | 236B                          | I-244 / US 412 ouest – Sand Springs, Enid                               | Sortie direction ouest, entrée direction est; terminus ouest du multiplex avec US 412; terminus est de l'I-244              |
| Limite Tulsa–Rogers                                            | Limite Tulsa–Catoosa     | 237,78              | 382,67                         | 238                           | 161st East Avenue                                                       | |
| Limite Tulsa–Rogers                                            | Limite Tulsa–Catoosa     | 239,79              | 385,90                         | 240                           | SH-167 (en) nord (193rd East Avenue)                                    | |
| Limite Tulsa–Rogers                                            | Catoosa                  | 240,25              | 386,64                         | 241                           | SH-66 (en) est – Claremore, Catoosa                                     | Terminus est du multiplex avec SH-66; pas d'entrée direction est                                                            |
| Limite Tulsa–Rogers                                            | Limite Tulsa–Fair Oaks   | 241,43              | 388,54                         | —                             | US 412 est – Chouteau, Siloam Springs                                   | Terminus est du multiplex avec US 412                                                                                       |
| Rogers                                                         | Fair Oaks                | 241,70              | 388,98                         | —                             | Creek Turnpike ouest – Oklahoma City                                    | |
| Rogers                                                         | Fair Oaks                | 241,70              | 388,98                         | Début du Will Rogers Turnpike |                                                                         | |
| Rogers                                                         |                          | 242,40              | 390,10                         | 35                            | E. Pine Street                                                          | Sortie direction ouest, entrée direction est; numéro de sortie basé sur les numéros de Creek Turnpike                       |
| Rogers                                                         | Verdigris                | 248,24              | 399,50                         | 248                           | SH-266 (en) ouest – Port de Catoosa, Claremore                          | |
| Rogers                                                         | Claremore                |                     |                                | 252                           | SH-20 (en) – Claremore (Flint Road)                                     | Nouvel échangeur à construire                                                                                               |
| Rogers                                                         | Claremore                | 254,17              | 409,05                         | 255                           | SH-20 (en) – Pryor Creek, Claremore                                     | |
| Mayes                                                          |                          | 269,17              | 433,94                         | 269                           | SH-28 (en) – Chelsea, South Grand Lake, Adair                           | Sortie direction est, entrée direction ouest                                                                                |
| Craig                                                          | Big Cabin                | 282,61              | 454,82                         | 283                           | US 69 – Big Cabin                                                       | |
| Craig                                                          |                          |                     | Poste de péage                 |                               |                                                                         | |
| Craig                                                          | Vinita                   |                     |                                | Aire de services              | Aire de services                                                        | Aire de services |
| Craig                                                          |                          | 289,27              | 465,53                         | 289                           | US 60 vers SH-66 (en) – Vinita                                          | |
| Ottawa                                                         |                          | 301,94              | 485,93                         | 302                           | US 59 / US 60 – Fairland, Grove, Afton                                  | |
| Ottawa                                                         | Miami                    | 313,19              | 504,03                         | 313                           | SH-10 (en) – Miami                                                      | |
| Limite Oklahoma–Missouri                                       | Limite Oklahoma–Missouri | 329,36              | 530,05                         | Fin du Will Rogers Turnpike   | Fin du Will Rogers Turnpike                                             | Fin du Will Rogers Turnpike                                                                                                 |
| Limite Oklahoma–Missouri                                       | Limite Oklahoma–Missouri | 329,36              | 530,05                         |                               | I-44 est – Springfield                                                  | Continue au Missouri |
| - Terminus de multiplex - Péage - Accès incomplet - Non-ouvert |                          |                     |                                |                               |                                                                         | |

### Missouri
| Interstate 44                                     |                                  |        |        |        |                                                                                   | |
| Comté                                             | Municipalité                     | mi     | km     | Sortie | Intersections / Destinations                                                      | Notes |
| Newton                                            |                                  | 0,00   | 0,00   |        | I-44 ouest / Will Rogers Turnpike (en) ouest – Tulsa                              | Continue en Oklahoma |
| Newton                                            |                                  | 0,35   | 0,56   | 1      | US 166 ouest / US 400 ouest (Downstream Boulevard) – Baxter Springs               | |
| Newton                                            |                                  | 3,99   | 6,42   | 4      | Route 43 (en) sud – Seneca                                                        | Terminus ouest du multiplex avec Route 43                                                                                                |
| Newton                                            | Joplin                           | 6,62   | 10,65  | 6      | I-44 BL est / Route 43 (en) nord / Route 86 (en) est – Racine, Joplin             | Terminus est du multiplex avec Route 43                                                                                                  |
| Newton                                            | Joplin                           | 8,82   | 14,19  | 8      | I-49 BL (Range Line Road)                                                         | |
| Jasper                                            | Joplin                           | 11,68  | 18,79  | 11A    | I-49 sud / US 71 sud vers Route FF – Neosho, Fort Smith                           | Terminus ouest du multiplex avec I-49 / US 71                                                                                            |
| Jasper                                            |                                  | 11,88  | 19,12  | 11B    | Route 249 (en) nord vers Route 66 (en) est – Joplin                               | |
| Jasper                                            |                                  | 13,19  | 21,23  | 13     | Prigmor Road – Joplin                                                             | |
| Jasper                                            |                                  | 15,48  | 24,92  | 15     | I-44 BL ouest / Route 66 (en) ouest – Duenweg                                     | Sortie direction ouest, entrée direction est                                                                                             |
| Jasper                                            | Fidelity                         | 18,48  | 29,74  | 18     | I-49 nord / US 71 nord / Route 59 (en) sud – Carthage, Kansas City, Diamond       | Terminus est du multiplex avec I-49 / US 71; indiqué sortie 18A (sud) et 18B (nord); accès au George Washington Carver National Monument |
| Jasper                                            |                                  | 22,50  | 36,21  | 22     | CR 100                                                                            | |
| Jasper                                            |                                  | 26,51  | 42,66  | 26     | I-44 BL est / Route 37 (en) – Sarcoxie, Reeds                                     | |
| Jasper                                            |                                  | 29,93  | 48,17  | 29     | I-44 BL ouest / Route U – Sarcoxie, La Russell                                    | |
| Lawrence                                          |                                  | 33,52  | 53,94  | 33     | CR 1010 vers Route 97 (en) sud                                                    | |
| Lawrence                                          |                                  | 38,50  | 61,96  | 38     | Route 97 (en) – Pierce City, Stotts City                                          | |
| Lawrence                                          |                                  | 44,30  | 71,29  | 44     | I-44 BL est / Route H – Mount Vernon, Monett                                      | |
| Lawrence                                          | Mount Vernon                     | 46,93  | 75,53  | 46     | I-44 BL ouest / Route 39 (en) / Route 265 (en) – Mount Vernon, Aurora             | |
| Lawrence                                          |                                  | 49,73  | 80,03  | 49     | Route 174 (en) – Chesapeake, Mount Vernon                                         | |
| Lawrence                                          |                                  | 58,13  | 93,56  | 57     | Route 96 (en) ouest – Avilla                                                      | Sortie direction ouest, entrée direction est                                                                                             |
| Lawrence                                          |                                  | 58,80  | 94,62  | 58     | Route O / Route Z – Halltown                                                      | |
| Lawrence                                          |                                  | 61,96  | 99,72  | 61     | Route K / Route PP                                                                | |
| Greene                                            |                                  | 67,01  | 107,84 | 67     | Route N / Route T – Republic, Bois d'Arc                                          | |
| Greene                                            |                                  | 68,96  | 110,98 | 69     | Route 360 (en) est (James River Freeway) vers US 60                               | |
| Greene                                            |                                  | 70,17  | 112,92 | 70     | Route B / Route MM                                                                | |
| Greene                                            |                                  | 72,47  | 116,63 | 72     | I-44 BL est / Route 266 (en) (Chestnut Expressway)                                | Accès à l'aéroport de Springfield-Branson                                                                                                |
| Greene                                            | Springfield                      | 75,48  | 121,47 | 75     | US 160 (West Bypass) – Willard                                                    | |
| Greene                                            | Springfield                      | 77,71  | 125,07 | 77     | Route 13 (en) (Kansas Expressway) – Bolivar                                       | |
| Greene                                            | Springfield                      | 80,37  | 129,35 | 80     | I-44 BL / Route H (Glenstone Avenue) – Pleasant Hope                              | |
| Greene                                            | Springfield                      | 82,47  | 132,72 | 82     | US 65 – Branson, Sedalia                                                          | Indiqué sortie 82A (sud) et 82B (nord)                                                                                                   |
| Greene                                            |                                  | 84,73  | 136,37 | 84     | Route 744 (en)                                                                    | |
| Greene                                            | Strafford                        | 88,92  | 143,10 | 88     | Route 125 (en) – Strafford, Fair Grove                                            | |
| Webster                                           |                                  | 96,02  | 154,53 | 96     | Route B – Northview                                                               | |
| Webster                                           | Marshfield                       | 100,94 | 162,44 | 100    | Route 38 (en) / Route W – Marshfield                                              | |
| Webster                                           |                                  | 103,00 | 165,76 | 103    | Route CC                                                                          | |
| Webster                                           |                                  | 107,55 | 173,09 | 107    | Sampson Road / Sparkle Brook Road                                                 | |
| Laclede                                           | Conway                           | 113,23 | 182,23 | 113    | Route J / Route Y – Conway                                                        | |
| Laclede                                           | Phillipsburg                     | 118,03 | 189,95 | 118    | Route A / Route C – Phillipsburg                                                  | |
| Laclede                                           |                                  | 123,01 | 197,97 | 123    | County Road                                                                       | |
| Laclede                                           | Lebanon                          | 127,21 | 204,72 | 127    | I-44 BL (Elm Street) / Route W / Evergreen Parkway                                | |
| Laclede                                           | Lebanon                          | 129,06 | 207,70 | 129    | Route 64 (en) / Route 5 (en) / Route 32 (en) (Jefferson Avenue) – Hartville       | |
| Laclede                                           | Lebanon                          | 130,16 | 209,47 | 130    | I-44 BL (Elm Street) / Route MM                                                   | |
| Laclede                                           |                                  | 135,24 | 217,65 | 135    | Route F – Sleeper                                                                 | |
| Laclede                                           |                                  | 140,00 | 225,31 | 140    | Route N / Route T – Stoutland                                                     | |
| Pulaski                                           |                                  | 145,71 | 234,50 | 145    | Route 133 (en) nord / Route AB – Richland                                         | |
| Pulaski                                           |                                  | 150,63 | 242,42 | 150    | Route 7 (en) / Route P – Richland, Laquey                                         | |
| Pulaski                                           |                                  | 153,41 | 246,89 | 153    | Route 17 (en) – Buckhorn                                                          | |
| Pulaski                                           | Waynesville                      | 156,40 | 251,70 | 156    | I-44 BL / Route H – Waynesville, Fort Leonard Wood                                | |
| Pulaski                                           | St. Robert                       | 159,83 | 257,23 | 159    | I-44 BL – St. Robert                                                              | |
| Pulaski                                           | St. Robert                       | 161,16 | 259,36 | 161    | I-44 BL est / Route Y – St. Robert Fort Leonard Wood                              | Accès à l'aéroport régional Waynesville-St. Robert                                                                                       |
| Pulaski                                           |                                  | 163,84 | 263,67 | 163    | Route 28 (en) – Dixon                                                             | |
| Pulaski                                           |                                  | 169,09 | 272,12 | 169    | Route J                                                                           | |
| Phelps                                            |                                  | 172,57 | 277,73 | 172    | Route D – Jerome, Dixon                                                           | Pas d'entrée en direction ouest |
| Phelps                                            |                                  | 176,53 | 284,10 | 176    | Sugar Tree Road                                                                   | |
| Phelps                                            | Doolittle                        | 179,45 | 288,79 | 179    | Route C / Route T – Newburg, Doolittle                                            | |
| Phelps                                            | Rolla                            | 184,58 | 297,05 | 184    | I-44 BL est (Kingshighway) / Route 72 (en) est vers US 63 sud – Rolla, Salem      | |
| Phelps                                            | Rolla                            | 185,65 | 298,78 | 185    | Route E – Rolla                                                                   | Accès à la Missouri University of Science and Technology                                                                                 |
| Phelps                                            | Rolla                            | 186,64 | 300,37 | 186    | I-44 BL ouest / US 63 est (Bishop Avenue) / Route 72 (en) – Rolla, Jefferson City | |
| Phelps                                            | Rolla                            | 189,74 | 305,36 | 189    | Route V (Hy Point Industrial Park Drive)                                          | |
| Phelps                                            | St. James                        | 195,61 | 314,81 | 195    | Route 8 (en) (Jefferson Street) / Route 68 (en) – St. James                       | |
| Crawford                                          |                                  | 203,39 | 327,32 | 203    | Route F / Route ZZ                                                                | |
| Crawford                                          | Cuba                             | 208,28 | 335,20 | 208    | Route 19 (en) – Cuba, Owensville                                                  | |
| Crawford                                          |                                  | 210,78 | 339,22 | 210    | Route UU                                                                          | |
| Crawford                                          |                                  | 214,25 | 344,80 | 214    | Route H – Leasburg                                                                | |
| Crawford                                          | Bourbon                          | 218,49 | 351,63 | 218    | Route C / Route J / Route N – Bourbon                                             | |
| Franklin                                          | Sullivan                         | 224,29 | 360,95 | 225    | Route 185 (en) nord / Route D – Sullivan                                          | |
| Franklin                                          |                                  | 225,83 | 363,44 | 226    | Route 185 (en) sud / Route AF – Sullivan, Potosi                                  | |
| Franklin                                          |                                  | 230,24 | 370,54 | 230    | Route W / Route JJ – Stanton                                                      | |
| Franklin                                          | Saint Clair                      | 238,82 | 384,34 | 239    | Route 30 (en) / Route AB / Route WW – Saint Clair                                 | |
| Franklin                                          | Saint Clair                      | 240,31 | 386,74 | 240    | Route 47 (en) – Saint Clair, Union                                                | |
| Franklin                                          |                                  | 242,19 | 389,77 | 242    | Route AH                                                                          | |
| Franklin                                          |                                  | 247,09 | 397,65 | 247    | US 50 ouest / Route O / Route AT – Union, Jefferson City                          | Terminus ouest du multiplex avec US 50                                                                                                   |
| Franklin                                          | Villa Ridge                      | 251,49 | 404,73 | 251    | Route 100 (en) ouest – Washington                                                 | |
| Franklin                                          | Gray Summit                      | 253,29 | 407,63 | 253    | I-44 BL / Route 100 (en) est – Gray Summit                                        | |
| Franklin                                          | Pacific                          | 256,56 | 412,89 | 257    | I-44 BL – Pacific                                                                 | |
| Saint-Louis                                       | Eureka                           | 261,51 | 420,85 | 261    | I-44 BL ouest / Six Flags Road                                                    | |
| Saint-Louis                                       | Eureka                           | 264,46 | 425,61 | 264    | Route 109 (en) – Eureka                                                           | |
| Saint-Louis                                       | Eureka                           | 265,26 | 426,90 | 265    | Williams Road                                                                     | Sortie et entrée direction est seulement                                                                                                 |
| Saint-Louis                                       |                                  | 266,56 | 428,98 | 266    | Lewis Road                                                                        | |
| Saint-Louis                                       |                                  | 268,79 | 432,57 | 269    | Beaumont Antire Road                                                              | |
| Saint-Louis                                       | Valley Park                      | 272,39 | 438,36 | 272    | Route 141 (en) – Fenton, Valley Park                                              | |
| Saint-Louis                                       | Fenton                           | 273,84 | 440,71 | 274A   | Bowles Avenue                                                                     | Indiqué sortie 274 en direction ouest |
| Saint-Louis                                       | Fenton                           | 274,66 | 442,03 | 274B   | Mraz Lane                                                                         | Sortie direction est, entrée direction ouest                                                                                             |
| Saint-Louis                                       | Fenton                           | 275,63 | 443,58 | 275    | North Highway Drive / Soccer Park Road                                            | Sortie direction ouest, entrée direction est                                                                                             |
| Saint-Louis                                       | Sunset Hills                     | 275,87 | 443,97 | 276    | I-270 – Memphis, Chicago                                                          | Accès à l'Aéroport international de Saint-Louis                                                                                          |
| Saint-Louis                                       | Sunset Hills                     | 276,13 | 444,39 | 277A   | Route 366 (en) est (Watson Road)                                                  | Sortie direction est, entrée direction ouest                                                                                             |
| Saint-Louis                                       | Limite Sunset Hills–Kirkwood     | 277,62 | 446,78 | 277B   | US 50 est / US 61 / US 67 (Lindbergh Boulevard)                                   | Terminus est du multiplex avec US 50 |
| Saint-Louis                                       | Limite Kirkwood–Crestwood        | 278,63 | 448,42 | 278    | Big Bend Road                                                                     | |
| Saint-Louis                                       | Limite Oakland–Webster Groves    | 279,74 | 450,19 | 279    | Berry Road                                                                        | Sortie direction ouest, entrée direction est                                                                                             |
| Saint-Louis                                       | Webster Groves                   | 280,74 | 451,81 | 280    | Elm Avenue                                                                        | |
| Saint-Louis                                       | Limite Webster Groves–Shrewsbury | 282,30 | 454,32 | 282    | Murdoch Avenue / Laclede Station Road                                             | Sortie direction est, entrée direction ouest                                                                                             |
| Saint-Louis                                       | Shrewsbury                       | 282,49 | 454,62 | 283    | Shrewsbury Avenue                                                                 | Sortie direction ouest, entrée direction est                                                                                             |
| Saint-Louis                                       | Saint-Louis                      | 284,18 | 457,34 | 284A   | Jamieson Avenue                                                                   | Sortie direction est, entrée direction ouest                                                                                             |
| Saint-Louis                                       | Saint-Louis                      | 284,43 | 457,75 | 284B   | Arsenal Street                                                                    | Sortie direction ouest, entrée direction est                                                                                             |
| Saint-Louis                                       | Saint-Louis                      | 284,80 | 458,34 | 285    | Southwest Avenue                                                                  | Sortie direction ouest, entrée direction est                                                                                             |
| Saint-Louis                                       | Saint-Louis                      | 285,60 | 459,63 | 286    | Hampton Avenue                                                                    | |
| Saint-Louis                                       | Saint-Louis                      | 286,78 | 461,53 | 287A   | Kingshighway Boulevard                                                            | Sortie direction est, entrée direction ouest                                                                                             |
| Saint-Louis                                       | Saint-Louis                      | 287,13 | 462,09 | 287B   | Vandeventer Avenue                                                                | Aussi indiqué vers Kingshighway Boulevard en direction ouest                                                                             |
| Saint-Louis                                       | Saint-Louis                      | 288,25 | 463,90 | 288    | Grand Boulevard                                                                   | |
| Saint-Louis                                       | Saint-Louis                      | 289,27 | 465,53 | 289    | Jefferson Avenue                                                                  | |
| Saint-Louis                                       | Saint-Louis                      | 289,60 | 466,06 | 290B   | I-55 sud – Memphis                                                                | Terminus ouest du multiplex avec I-55; sortie direction est, entrée direction ouest; sortie 207B de l'I-55 nord                          |
| Saint-Louis                                       | Saint-Louis                      | 290,12 | 466,91 | 290A   | 12th Street / Gravois Avenue                                                      | Sortie direction ouest, entrée direction est                                                                                             |
| Saint-Louis                                       | Saint-Louis                      | 290,27 | 467,19 | 290B   | Lafayette Avenue                                                                  | Sortie direction est, entrée direction ouest                                                                                             |
| Saint-Louis                                       | Saint-Louis                      | 290,59 | 467,66 | 290C   | Park Avenue / 7th Street                                                          | |
| Saint-Louis                                       | Saint-Louis                      | 291,17 | 468,59 | 291A   | I-55 nord / I-64 / US 40 est vers I-70 est – Illinois                             | Terminus est du multiplex avec I-55; pas de sortie direction ouest; pas de sortie direction est vers I-64 ouest                          |
| Saint-Louis                                       | Saint-Louis                      | 291,27 | 468,75 | 291B   | Walnut Street                                                                     | Sortie direction est, entrée direction ouest                                                                                             |
| Saint-Louis                                       | Saint-Louis                      | 291,37 | 468,91 | 292    | Lumiere Place Boulevard / Washington Avenue / Eads Bridge                         | Sortie direction est, entrée direction ouest                                                                                             |
| Saint-Louis                                       | Saint-Louis                      | 292,15 | 470,16 | 292A   | Convention Plaza / Martin L. King Bridge – Illinois                               | Sortie direction ouest, entrée direction est; accès vers IL 3, I-55, I-70 et I-64                                                        |
| Saint-Louis                                       | Saint-Louis                      |        |        |        | Voies Express de l'I-70                                                           | Entrée direction ouest seulement |
| Saint-Louis                                       | Saint-Louis                      | 292,61 | 470,90 | 292B   | Broadway                                                                          | Sortie direction ouest, entrée direction est                                                                                             |
| Saint-Louis                                       | Saint-Louis                      | 292,92 | 471,41 | 293    | Madison Street / St. Louis Avenue                                                 | Sortie direction est seulement |
| Saint-Louis                                       | Saint-Louis                      | 293,18 | 471,83 |        | I-70 ouest – Kansas City                                                          | Terminus est |
| - Terminus de multiplex - Péage - Accès incomplet |                                  |        |        |        |                                                                                   | |

## Autoroutes reliées

### Oklahoma
- Interstate 244
- Interstate 444